# Myotis soror
Myotis soror és una espècie de ratpenat del gènere Myotis. És endèmic de Taiwan. És un ratpenat de petites dimensions, amb una llargada de cap a gropa de 48 mm, els avantbraços de 42,1 mm, els peus de 7,6 mm i les orelles d'11 mm. S'alimenta d'insectes. Com que fou descoberta fa poc, encara no se n'ha avaluat l'estat de conservació.